# Marian Gotowiec (wojskowy)
Marian Gotowiec, ps. „Szczur” (ur. 23 listopada 1918 w Młynarzach, w pow. wołomińskim, poległ 30 kwietnia 1945 nad Nysą Łużycką) – oficer Batalionów Chłopskich i Ludowego Wojska Polskiego.

## Życiorys
Pochodził z rodziny chłopskiej. Uczęszczał do szkoły rolniczej w Golądkowie (powiat Pułtusk), a po jej ukończeniu (1936) do średniej szkoły ogrodniczej w Ursynowie koło Warszawy. 
W szeregach Batalionów Chłopskich służył od 1941. Był łącznikiem na linii Warszawa – punkt graniczny Komendy Podokręgu „Wkra” w Pniewie oraz szefem oddziałów specjalnych w Obwodzie Radzymin. W sierpniu 1944 wywieziony na roboty do Niemiec, zbiegł zabierając mapy sztabowe i kontynuował działalność w Ostrówku w gminie Klembów. Po wyzwoleniu gminy pełnił w niej funkcję zastępcy wójta oraz należał do Milicji Obywatelskiej.
Od listopada 1944 ochotniczo służył w Wojsku Polskim, ukończył kurs w Centralnej Szkole Oficerów Polityczno-Wychowawczych w Lublinie, w randze podporucznika polityczno-wychowawczego udał się na front. Poległ jako żołnierz 10 Dywizji Piechoty w czasie walk nad Nysą Łużycką. Pośmiertnie został odznaczony Krzyżem Grunwaldu III klasy.